# Kálmán Markovits
Kálmán Markovits (Budapest, 26 agosto 1931 – Budapest, 5 dicembre 2009) è stato un pallanuotista ungherese, vincitore di due medaglie d'oro alle olimpiadi di Helsinki 1952 e Melbourne 1956 ed una medaglia di bronzo all'olimpiade di Roma 1960.
È stato il marito di Katalin Szőke.